# Heteropappus rupicola
Heteropappus rupicola là một loài thực vật có hoa trong họ Cúc. Loài này được (Vaniot & H.Lév.) Kitam. mô tả khoa học đầu tiên.